# Valcamonica
Das Tal Valcamonica (dt. Camuner Tal – auch Val Camonica, rätoromanisch Val Chamuongiaⓘ) ist ein 70 Kilometer langes Tal in der Lombardei zwischen dem Tonalepass und dem Iseosee. Es gehört zum Großteil zur Provinz Brescia, ein kleinerer Teil im südlichen Abschnitt am Iseosee zur Provinz Bergamo. Das Tal wird vom Fluss Oglio durchflossen und im Nordwesten von der Sobretta-Gavia-Gruppe, im Südwesten von den Bergamasker Alpen und im Osten von den Adamello-Presanella-Alpen umschlossen. Größter Ort ist Darfo Boario Terme. Valcamonica zählt zu den drei Haupttälern (Tre Valli) der Provinz Brescia, die beiden anderen sind Val Trompia und Val Sabbia.

## Geschichte
Der Name leitet sich von den Camunni (heute Camunen) her, der eisenzeitlichen Bevölkerung, die im 1. Jahrhundert v. Chr. in dem Tal lebte. Die zahlreichen Felsbilder des Valcamonica sind seit 1979 Teil des ältesten UNESCO-Welterbes in Italien. Sie zeigen Alltagsmotive, geometrische Muster und abstrakte Formen.

## Infrastruktur
Das Projekt H2iseO von FNM, FerrovieNord und Trenord sieht vor, im Valcamonica eine Wasserstoffwirtschaft aufzubauen. Im Rahmen des Projektes bestellte Ferrovie Nord Milano sechs Triebzüge mit Brennstoffzellenantrieb als Ersatz für die auf der Bahnstrecke Brescia–Iseo–Edolo verkehrenden Dieselfahrzeuge. Außerdem beinhaltet das Projekt der Ersatz der Busse von FNM Autoservizi durch 40 Wasserstoffbusse.

## Sehenswürdigkeiten
- Die Felsbilder im Valcamonica
- Die mittelalterlichen Städte Bienno, Lovere und Pescarzo
- Die alte Römerstadt Cividate Camuno
- Die umliegenden Berge wie der Adamellogruppe
- Der Iseosee

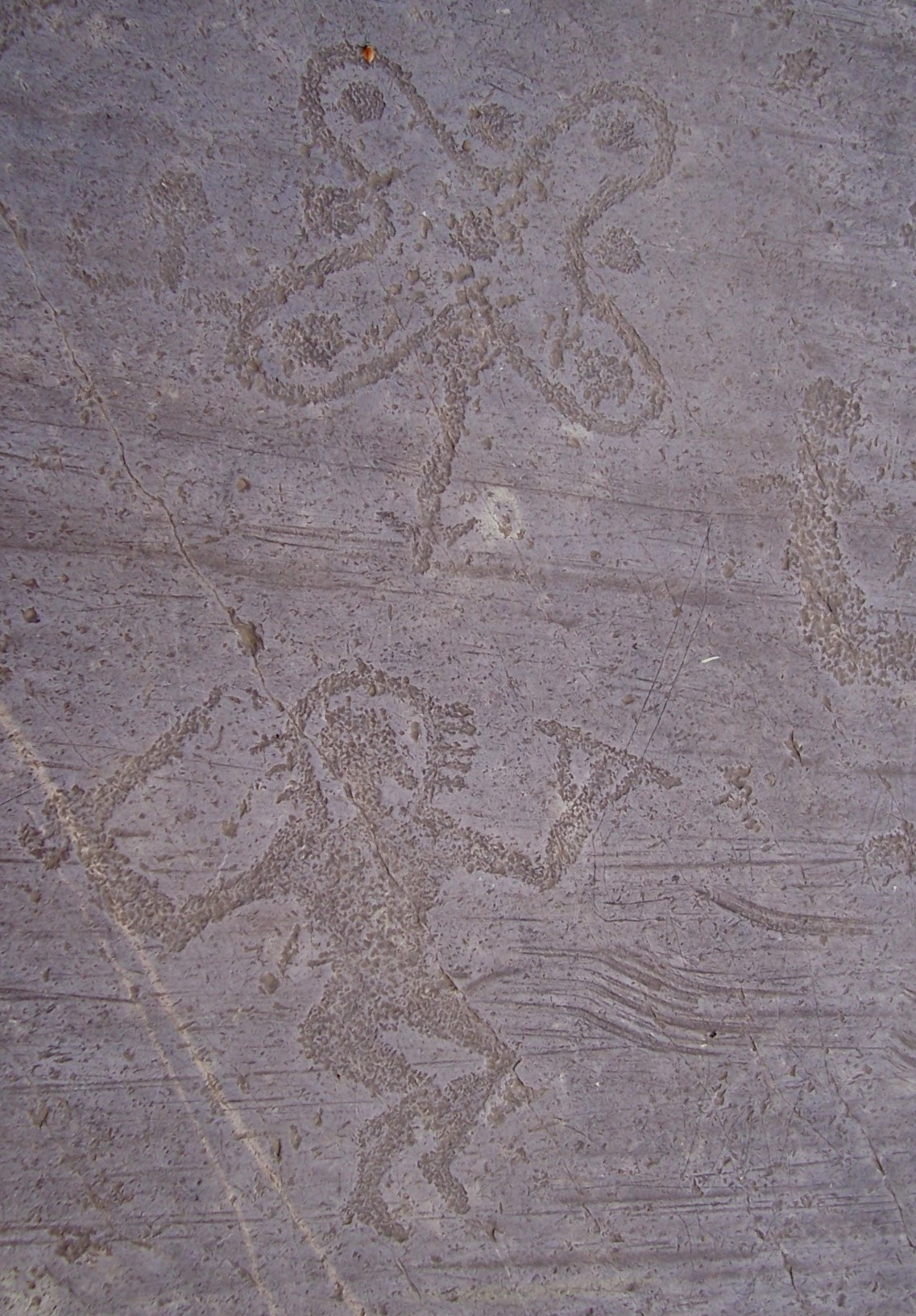
Felsenzeichnungen im Nadro
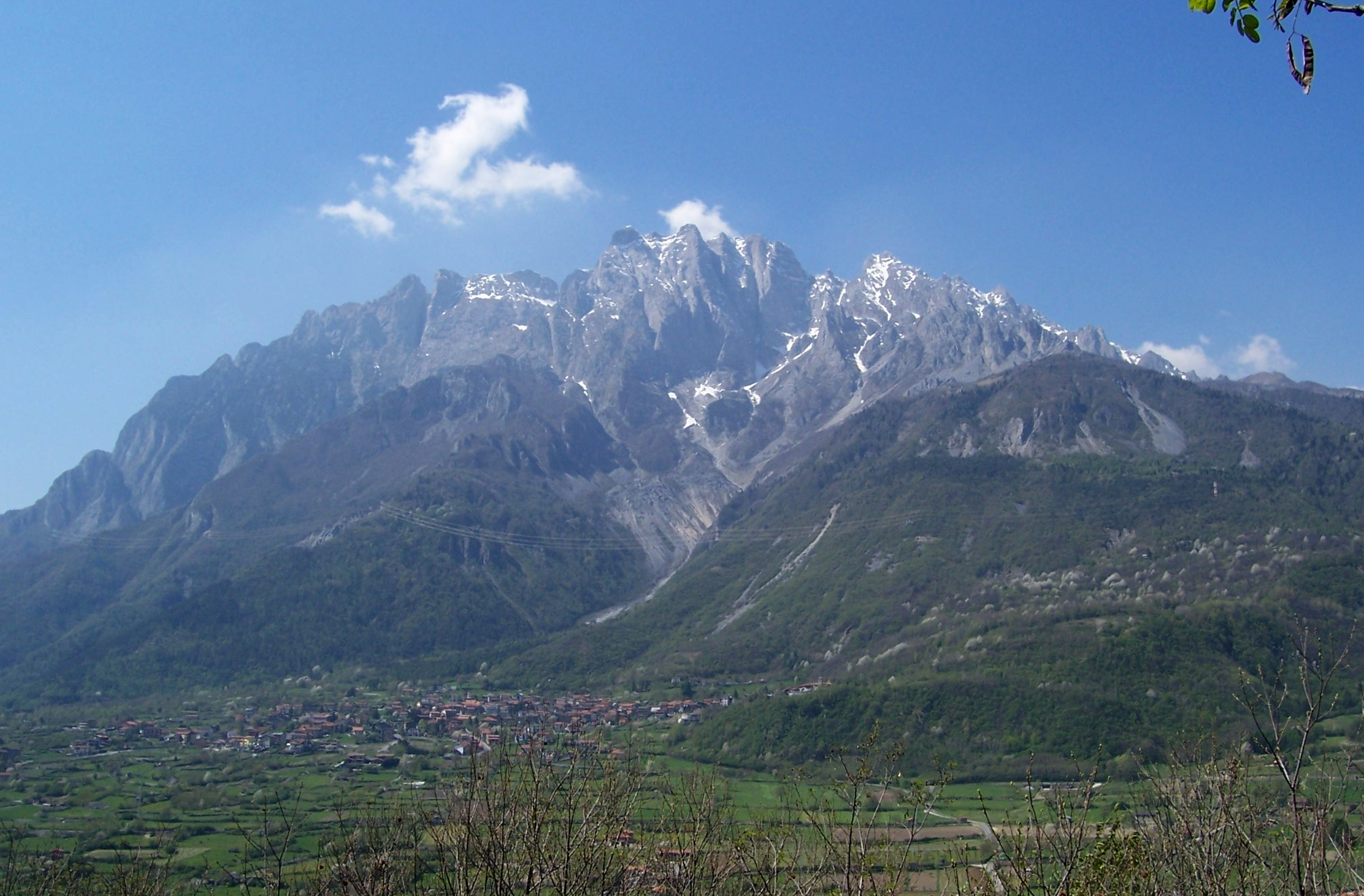
Der Concarena
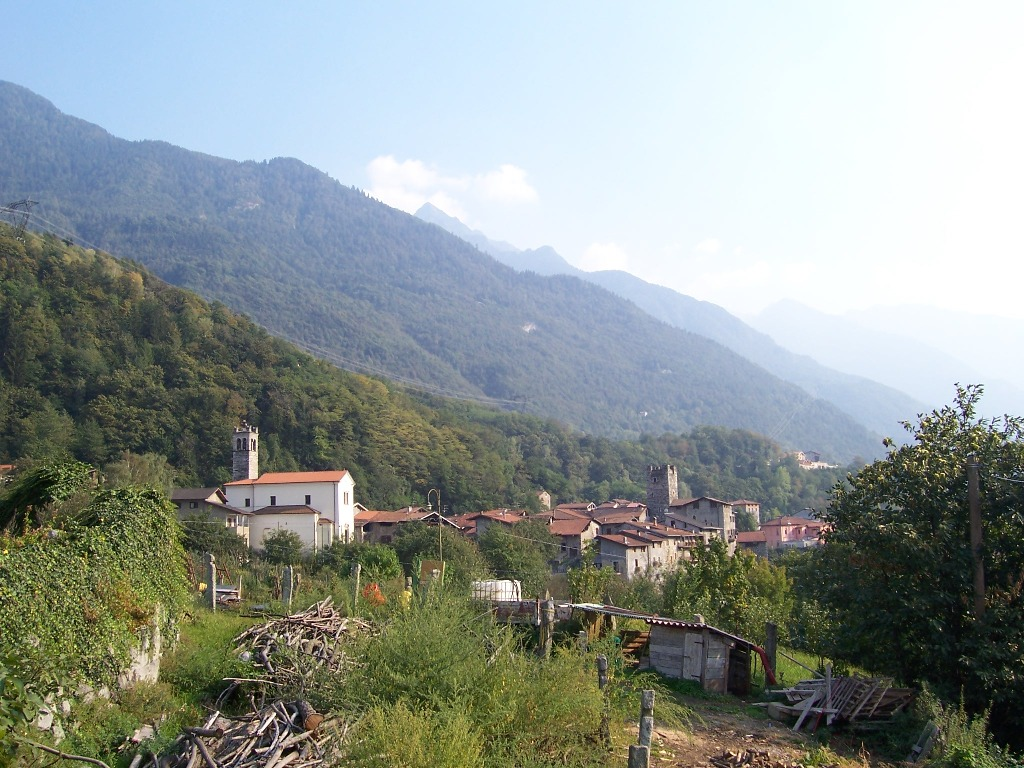
Nadro
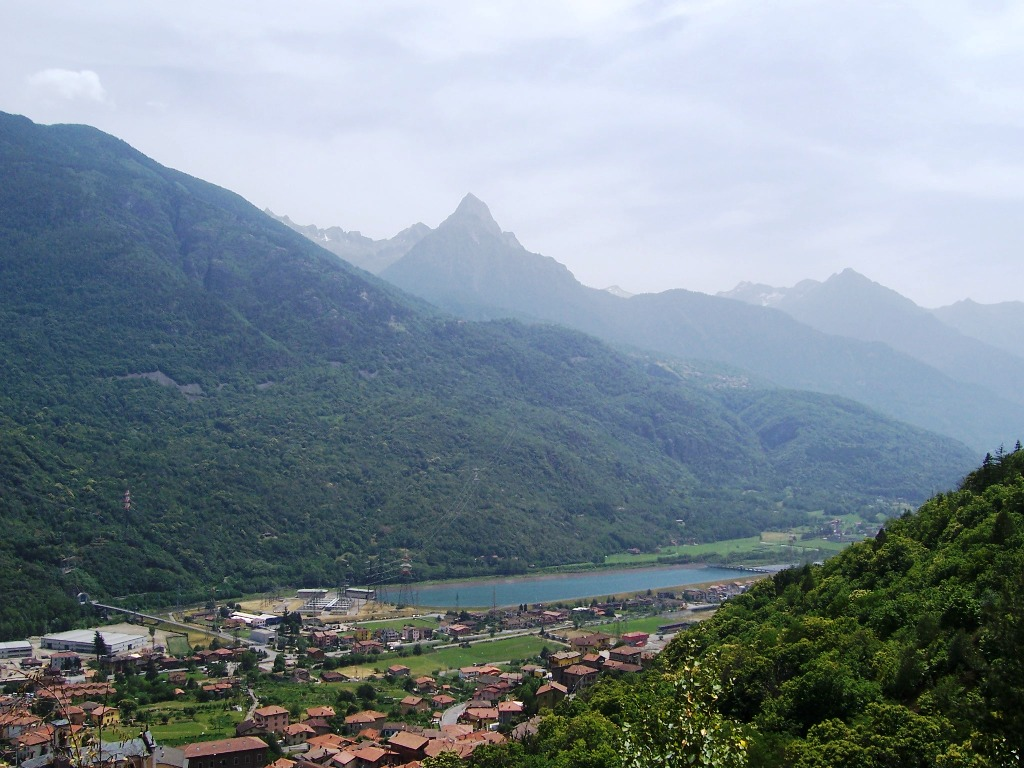
Scianica di Sellero
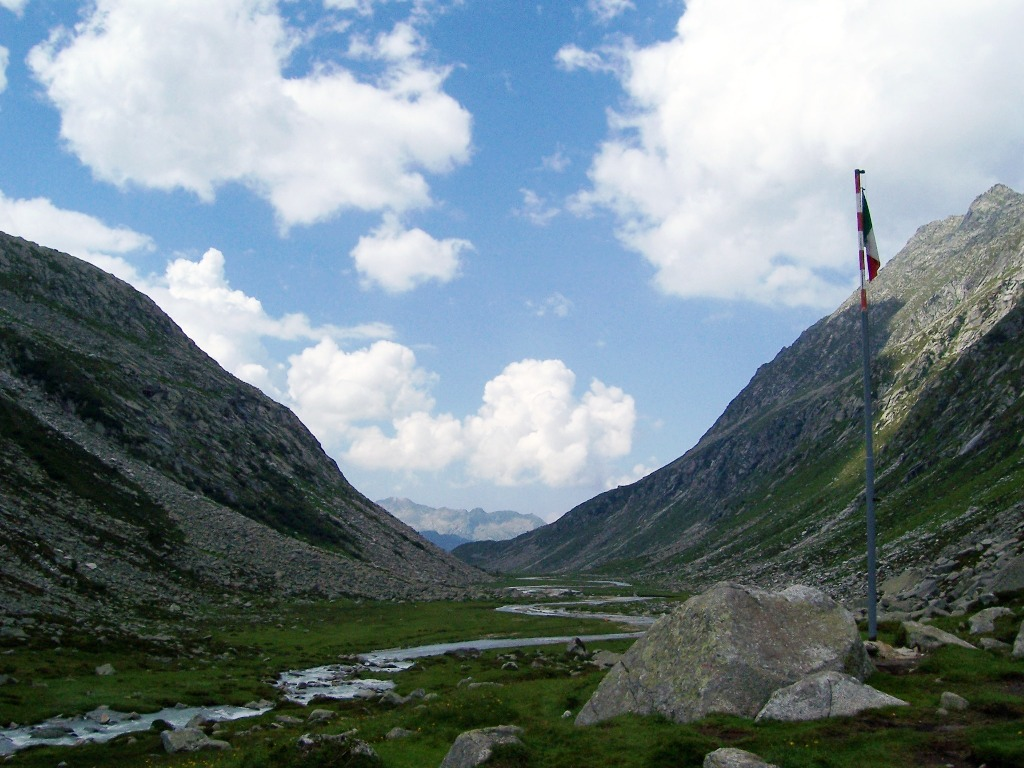
Das Valle Adamé, ein östliches Seitental
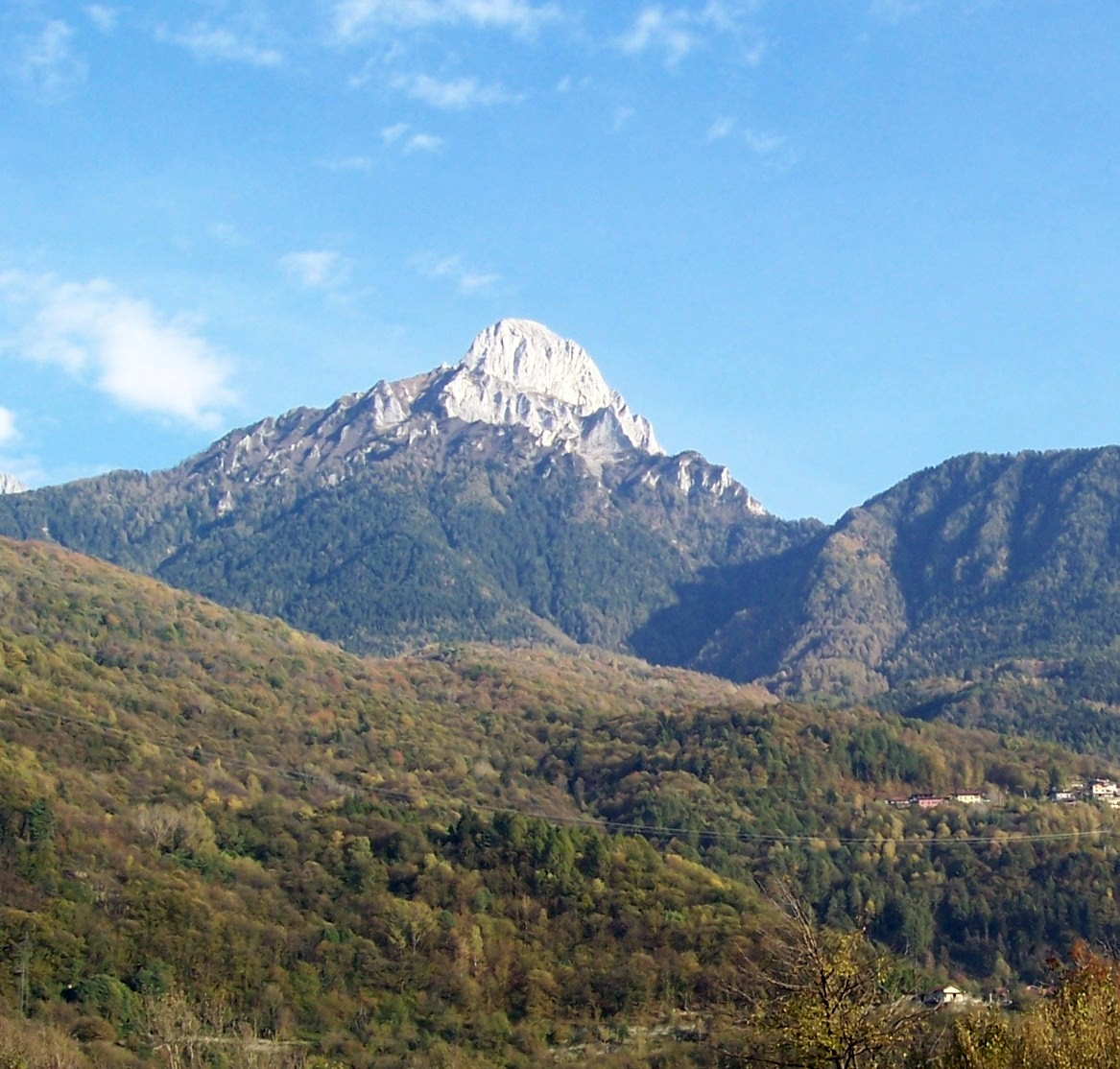
Der Pizzo Badile Camuno
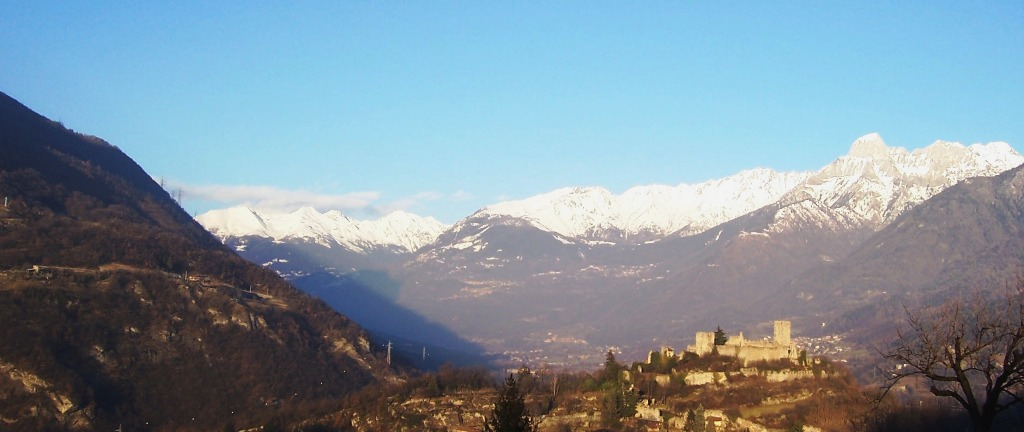
Das Valcamonica bei Breno
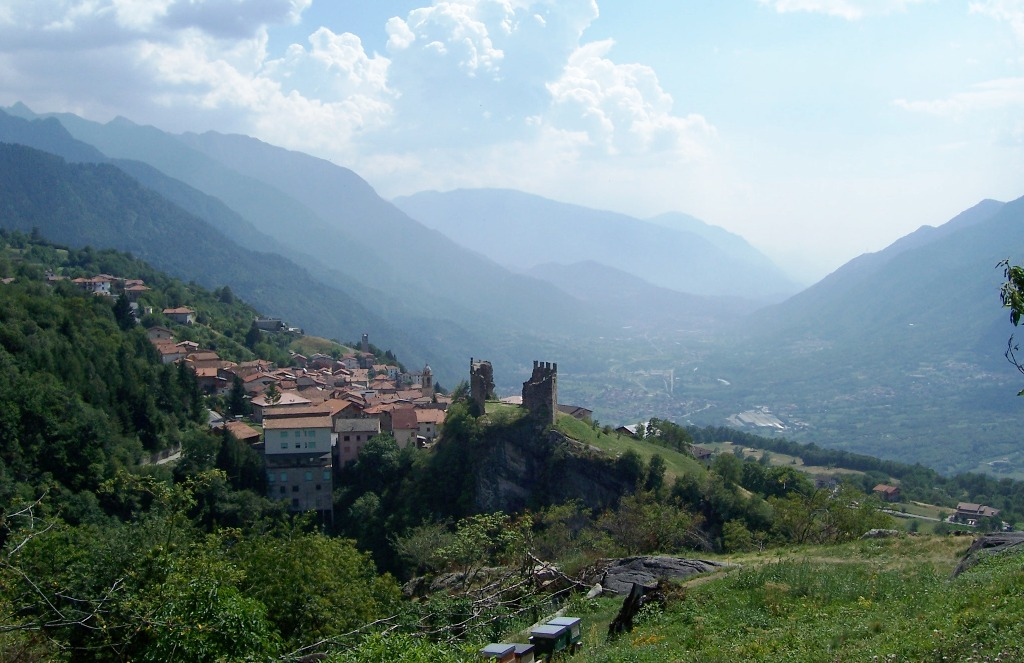
Das Schloss von Cimbergo